# ريتشارد أوين كوري
ريتشارد أوين كوري (بالإنجليزية: Richard Owen Currey)‏ هو طبيب التوليد والنساء أمريكي، ولد في 28 يوليو 1816 في ناشفيل في الولايات المتحدة، وتوفي في 1865.